# Ahmed Ali
Ahmed Ali est un universitaire, homme politique et diplomate fidjien. Auteur d'articles et d'ouvrages sur l'histoire de la communauté indo-fidjienne dont il est issu, il est l'un des très rares Indo-Fidjiens à soutenir activement les mouvements suprémacistes autochtones et anti-démocratiques à la fin du XXe siècle et au début du XXIe siècle.

## Biographie
Fils d'un employé indo-fidjien du département colonial fidjien des travaux publics, Ahmed Ali obtient une licence d'histoire à l'université d'Auckland en Nouvelle-Zélande et devient enseignant dans l'enseignement secondaire aux Fidji. En 1970 il est employé comme chercheur au département d'Histoire du Pacifique et d'Asie orientale de l'Université nationale australienne, où il obtient dans le même temps un diplôme de doctorat.
Il travaille dès lors comme enseignant-chercheur à l'École de Développement social et économique de l'université du Pacifique Sud, à Suva. Ses publications portent sur l'histoire sociale et politique des Indo-Fidjiens.
Il entre en politique au parti de l'Alliance et est élu député de la circonscription de Lau-Cakaudrove à la Chambre des représentants aux élections de 1982. Le Premier ministre Ratu Sir Kamisese Mara le nomme ministre de l'Éducation, puis en 1986 le transfère à la fonction de ministre de l'Information. Ahmed Ali conserve son siège de député aux élections de 1987, mais celles-ci sont perdues par le gouvernement, ce qui aboutit à un coup d'État militaire le mois suivant. Ahmed Ali soutient publiquement le coup d'État, et est nommé en 1988 directeur général de la Fijian Broadcasting Corporation, le service public de diffusion radiophonique - sa tâche étant d'instrumentaliser ce média aux souhaits du régime militaire,.
En 1990 il est fait consul général des Fidji à Auckland, avant d'être nommé haut commissaire (ambassadeur) des Fidji en Malaisie,. En 2001, le Premier ministre Laisenia Qarase le nomme membre du Sénat. En décembre 2004, Qarase, héritier idéologique du mouvement suprémaciste autochtone du coup d'État de 1987, nomme Ahmed Ali ministre de l'Information, des Communications et des Relations avec les médias. Fin mai 2005, souffrant de troubles du foie, il se rend à Sydney pour y être soigné, et y meurt le 8 juin à l'âge de 67 ans. Il est inhumé à la mosquée de Lakemba, dans la banlieue de Sydney,.

## Publications
- Ahmed Ali & Alexander Mamak, Race, class and rebellion in the South Pacific, Sydney : George Allen & Unwin, 1979
- Ahmed Ali, Plantation to politics : studies on Fiji Indians, Suva : université du Pacifique Sud, 1980
- Ahmed Ali, Girmit : Indian indenture experience in Fiji, Suva : Fiji Museum, 2004
- Ahmed Ali, Fiji and the Franchise: A History of Political Representation, 1900-1937, Lincoln, Nebraska : iUniverse, 2007